# Olle Lindberg (sångare och orkesterledare)

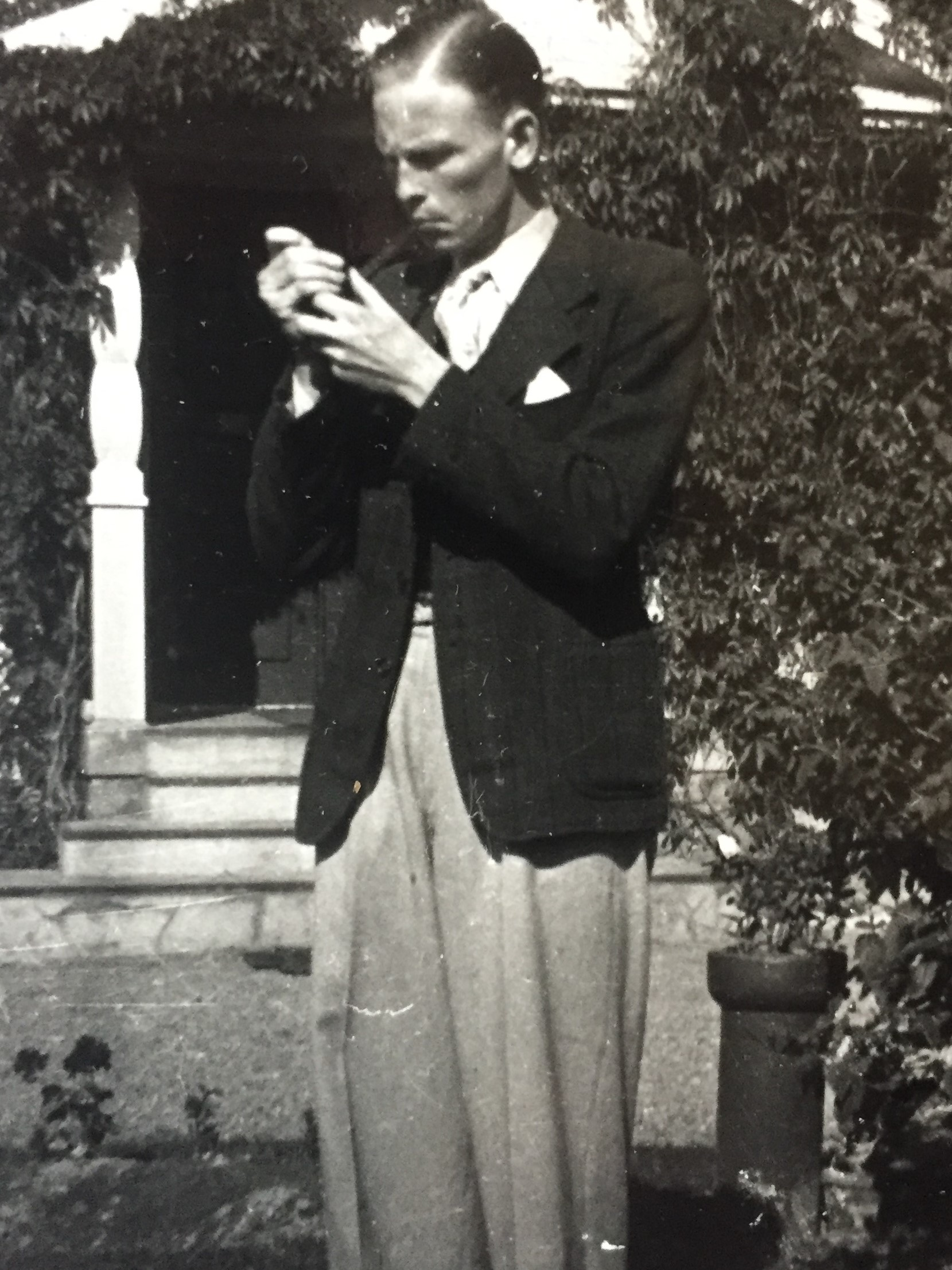
Olle Lindberg.

Olof Ruben Lindberg, född 19 april 1917 i Borlänge, död där 10 oktober 1979, var en svensk sångare och orkesterledare. Han medverkade i ett tiotal grammofoninspelningar under åren 1939–1942 med orkestrar som Håkan von Eichwalds, Arne Hülphers samt Charles Redlands.
Lindberg började redan 1935 som självlärd gitarrist och sångare i Hellmansö-orkestern i Falun. År 1939 flyttade han till Stockholm och var där under två år refrängsångare i Håkan von Eichwalds orkester. Innan dess hade han vistats i USA en tid och tagit sånglektioner för Al Bowlly. År 1941 knöts han till Arne Hülphers orkester och turnerade under 1941 i Tyskland där även grammofoninspelningar gjordes.
Lindberg ledde under några år den stora dansorkestern på Berns. Efter kriget arbetade han på Amerikabåtarna som steward samt var verksam som sjungande servitör på restaurang Stockholm i New York.